# Ricard Vinyes
 (avril 2021).
Si vous disposez d'ouvrages ou d'articles de référence ou si vous connaissez des sites web de qualité traitant du thème abordé ici, merci de compléter l'article en donnant les références utiles à sa vérifiabilité et en les liant à la section « Notes et références ».
Pour les articles homonymes, voir Ricard (homonymie), Vinyes et Ribas.
Ricard Vinyes Ribas, né à Barcelone en 1952, est un historien catalan et professeur d'université en Histoire contemporaine à l'Université de Barcelone.

## Parcours
Ricard Vinyes Ribas est professeur d'université en Histoire contemporaine à l'Université de Barcelone. Organisateur d'expositions, conseiller en projets culturels et auteur de nombreux livres et articles. Ses axes de recherche principaux sont l'étude des cultures politiques des classes subalternes, et l'analyse des politiques publiques de mémoire en Europe et en Amérique.  Il a présidé la Commission de rédaction du Projet du Mémorial Démocratique (2005) et la Commission de rédaction du projet de l'Institut de la Mémoire du Gouvernement Basque (2012). Il a été porte-parole de la Commission d'Experts pour la Révision du Valle de los Caídos (2011). En 2000, grâce à l'organisation de l'exposition Las cárceles de Franco avec l'historien Manel Risques, il obtint le Prix National du Patrimoine Culturel, attribué par la Généralité de la Catalogne.
Il fut mandataire du Programme de Mémoire au conseil municipal de Barcelone (2015-2019, sous le mandat de la maire Ada Colau et avec la fonction d'établir et gérer une politique publique de mémoire pour la ville de Barcelone.
Sa dernière œuvre a été la direction du projet international "Dictionnaire de la Mémoire Collective"  (GEDISA Barcelone, 2018).

## Œuvres
- 1983 : La Catalunya internacional. El frontpopulisme en l'exemple català
- 1989 : La presencia ignorada. La cultura comunista a Catalunya (1840-1931)
- 2000 : Un conflicte de memòries: el Museu d'Història de Catalunya
- 2002 : Irredentas. Las presas políticas y sus hijos en las cárceles de Franco
- 2002 : Els nens perduts del franquisme
- 2004: El Daño y la memoria: las prisiones de María Salvo
- 2009 : El Estado y la memoria (dir.)
- 2011 : Asalto a la Memoria. Impunidades y reconciliaciones, símbolos y éticas
- 2018 : Diccionario de la Memoria Colectiva